# Gela Szekiladze
Gela Szekiladze (gruz. გელა შეყილაძე, ur. 14 września 1970 w Batumi) – gruziński piłkarz grający na pozycji obrońcy. W swojej karierze rozegrał 22 mecze w reprezentacji narodowej.

## Kariera piłkarska
Swoją karierę piłkarską Szekiladze rozpoczął w klubie Dinamo Batumi. W sezonie 1990 zadebiutował w jego barwach w pierwszej lidze gruzińskiej. W debiutanckim sezonie stał się podstawowym zawodnikiem Dinama. W sezonie 1996/1997 zajął z nim 3. miejsce w lidze gruzińskiej, a w sezonie 1997/1998 wywalczył wicemistrzostwo Gruzji oraz zdobył Puchar Gruzji. Sezon 1997/1998 był też zarazem jego ostatnim w barwach Dinama, w którym rozegrał 239 ligowych meczów i strzelił 7 goli.
Latem 1998 roku Szekiladze przeszedł do belgijskiego pierwszoligowca, Lierse SK. W sezonie 1998/1999 zdobył z Lierse Puchar Belgii. W Lierse grał do końca sezonu 2001/2002. Latem 2002 odszedł do drugoligowego KSV Roeselare, w którym grał przez rok. W 2003 roku trafił do Arsenału Kijów. Po roku gry w nim zakończył karierę.
| Sezon   | Klub          | Kraj    | Rozgrywki     | Mecze | Gole |
| ------- | ------------- | ------- | ------------- | ----- | ---- |
| 1990    | FK Batumi     | Gruzja  | Umaglesi Liga | 20    | 1    |
| 1991    | FK Batumi     | Gruzja  | Umaglesi Liga | 18    | 0    |
| 1991/92 | FK Batumi     | Gruzja  | Umaglesi Liga | 29    | 1    |
| 1992/93 | FK Batumi     | Gruzja  | Umaglesi Liga | 30    | 1    |
| 1993/94 | FK Batumi     | Gruzja  | Umaglesi Liga | 32    | 0    |
| 1994/95 | Dinamo Batumi | Gruzja  | Umaglesi Liga | 25    | 1    |
| 1995/96 | Dinamo Batumi | Gruzja  | Umaglesi Liga | 29    | 0    |
| 1996/97 | Dinamo Batumi | Gruzja  | Umaglesi Liga | 28    | 1    |
| 1997/98 | Dinamo Batumi | Gruzja  | Umaglesi Liga | 28    | 2    |
| 1998/99 | Lierse SK     | Belgia  | Eerste klasse | 9     | 0    |
| 1999/00 | Lierse SK     | Belgia  | Eerste klasse | 18    | 0    |
| 2000/01 | Lierse SK     | Belgia  | Eerste klasse | 26    | 1    |
| 2001/02 | Lierse SK     | Belgia  | Eerste klasse | 27    | 1    |
| 2002/03 | KSV Roeselare | Belgia  | Tweede klasse | 25    | 0    |
| 2003/04 | Arsenał Kijów | Ukraina | Premier-liha  | 13    | 0    |

## Kariera reprezentacyjna
W reprezentacji Gruzji Szekiladze zadebiutował 30 marca 1997 w wygranym 7:0 towarzyskim meczu z Armenią, rozegranym w Tbilisi. W swojej karierze grał w eliminacjach do MŚ 1998 i do Euro 2000. Od 1997 do 2002 rozegrał w kadrze narodowej 22 mecze.